# Akkullanu
Akkullanu war ein assyrischer Schreiber und Sterndeuter am Aššur-Tempel von Aššur. Während der Regierungszeiten von Aššur-aḫḫe-iddina und Aššur-bāni-apli kam ihm dort eine herausragende Stellung zu. Aus den Staatsarchiven in Ninive sind bisher 35 Briefe von ihm an den König bekannt geworden, in welchen er sich zu astrologischen und kultischen Angelegenheiten äußerte.